# Geovanni Deiberson Mauricio

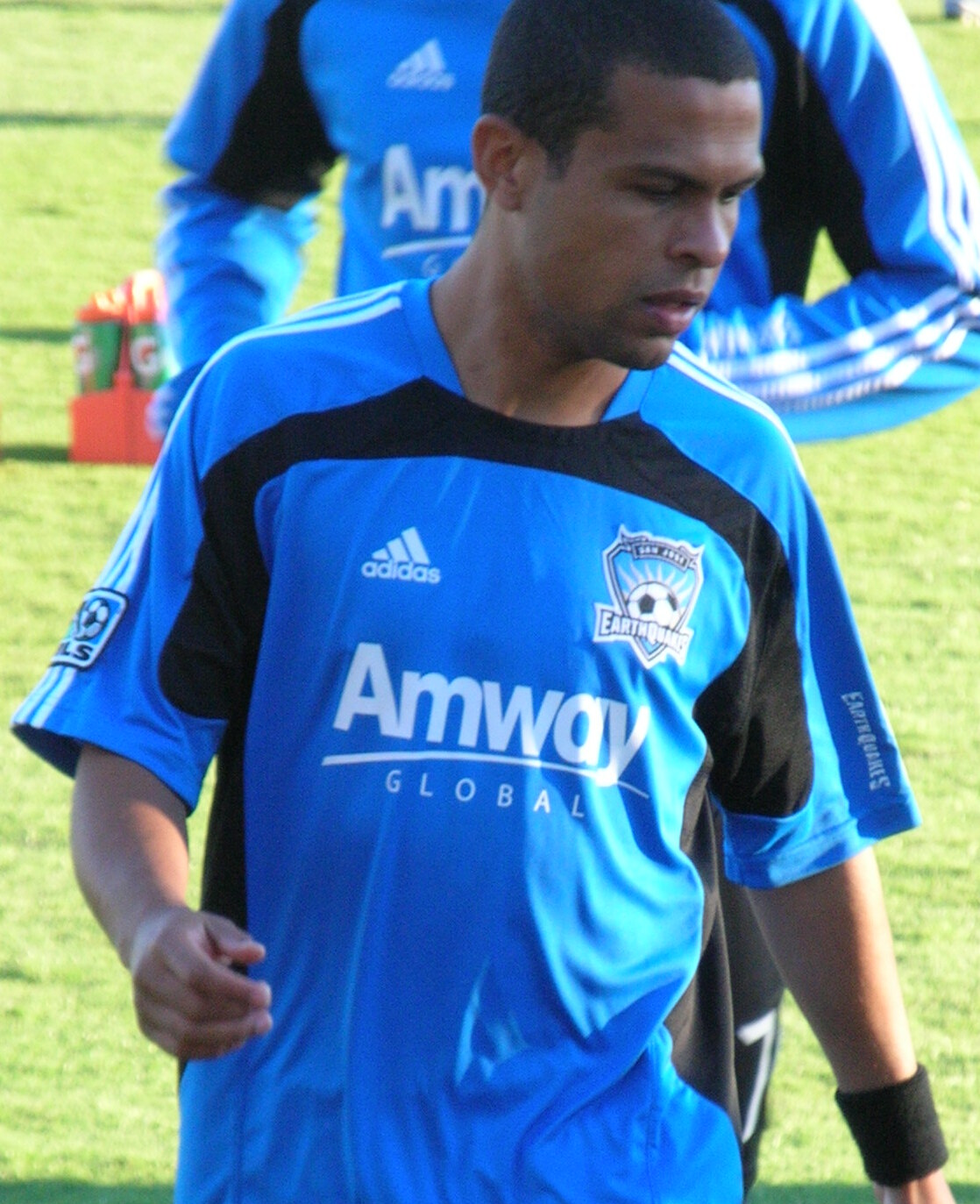

Geovanni Deiberson Mauricio, kortweg Geovanni (Acaiaca, 11 januari 1980) is een Braziliaans profvoetballer. Hij speelt sinds 2012 als aanvaller bij América MG.

## Clubvoetbal
Geovanni begon in eigen land als profvoetballer bij Cruzeiro EC in 1997. In zijn eerste jaar won hij meteen de Copa Libertadores, de belangrijkste internationale clubprijs van Zuid-Amerika. In het seizoen 1998/1999 werd de aanvaller voor één jaar verhuurd aan América FC. Terug bij Cruzeiro speelde Geovanni zich in de kijker bij de Europese clubs en het was FC Barcelona dat hem in de zomer van 2001 contracteerde. Bij de Catalaanse club brak hij echter nooit door en in januari 2003 werd de Braziliaan verkocht aan Benfica. Met deze club won Geovanni in 2004 de Taça de Portugal en in 2005 de landstitel. In juni 2006 besloot Geovanni terug te keren naar Cruzeiro. In het seizoen 2007/08 speelde Geovanni een seizoen voor Manchester City, om vervolgens in het seizoen 08/09 naar het gepromoveerde Hull city te verkassen.

## Nationaal elftal
Geovanni speelde tussen augustus 2000 en september 2001 zeven interlands voor het Braziliaans elftal. Hij behoorde tot de selectie die in 2001 deelnam aan de Copa América in Colombia.

## Spelerstatistieken
| 1997/98    | Cruzeiro EC     | Brazilië                  | Campeonato Brasileiro | 7  | 0 |
| 1998/99    | América FC      | Brazilië                  | Campeonato Brasileiro | 15 | 1 |
| 1999/00    | Cruzeiro EC     | Brazilië                  | Campeonato Brasileiro | 21 | 2 |
| 2000/01    | Cruzeiro EC     | Brazilië                  | Campeonato Brasileiro | 12 | 6 |
| 2001/02    | FC Barcelona    | Spanje                    | Primera División      | 21 | 1 |
| 2002/03    | FC Barcelona    | Spanje                    | Primera División      | 5  | 0 |
| 2002/03    | SL Benfica      | Portugal                  | SuperLiga             | 17 | 3 |
| 2003/04    | SL Benfica      | Portugal                  | SuperLiga             | 21 | 5 |
| 2004/05    | SL Benfica      | Portugal                  | SuperLiga             | 31 | 6 |
| 2005/06    | SL Benfica      | Portugal                  | SuperLiga             | 25 | 3 |
| 2006/07    | Cruzeiro EC     | Brazilië                  | Campeonato Brasileiro | 25 | 3 |
| 2007/08    | Manchester City | Engeland                  | Premier League        | 19 | 3 |
| 2008/09    | Hull City       | Engeland                  | Premier League        | 34 | 8 |
| 2009/10    | Hull City       | Engeland                  | Premier League        | 26 | 3 |
| 2010/11    | San Jose        | Vlag van Verenigde Staten | Major League Soccer   | 12 | 1 |
| 2011       | EC Vitória      | Vlag van Brazilië         | Série B               | 35 | 3 |
| 2012       | EC Vitória      | Vlag van Brazilië         | Série B               | 4  | 0 |
| 2012       | América MG      | Vlag van Brazilië         | Série B               | 8  | 1 |
| Bijgewerkt | 23-11-2012      |                           |                       |    |   |

1 Helton ·
2 Baiano ·
3 Fábio Bilica ·
4 Álvaro ·
5 Marcos Paulo ·
6 Fábio Aurélio ·
7 Ronaldinho ·
8 Fabiano Pereira ·
9 Edu Schmidt ·
10 Alex  ·
11 Geovanni ·
12 Roger ·
13 André Luís ·
14 Lúcio ·
15 Mozart ·
16 Athirson ·
17 Lucas Severino ·
18 Fábio Costa ·
Coach: Vanderlei Luxemburgo